# Manuel Kindl
Manuel Kindl (* 2. Juni 1993 in Augsburg) ist ein deutscher Eishockeyspieler, der zuletzt bis November 2014 bei den Ravensburg Towerstars in der DEL2 unter Vertrag stand.

## Karriere
Manuel Kindl begann seine Karriere als Eishockeyspieler in seiner Heimatstadt in der Nachwuchsabteilung des Augsburger EV, für den er in der Schüler-Bundesliga sowie der Jugend-Bundesliga antrat, ehe er im Laufe der Saison 2008/09 zum ESV Kaufbeuren wechselte, für den er ebenfalls in der Jugend-Bundesliga antrat. Von 2009 bis 2011 spielte der Verteidiger für das Nachwuchsteam des EV Landshut in der Deutschen Nachwuchsliga, deren Meistertitel er mit seiner Mannschaft 2011 gewann. Zur Saison 2011/12 kehrte er nach Augsburg zurück und gab für die Profimannschaft Augsburger Panther sein Debüt in der Deutschen Eishockey Liga. In seinem Rookiejahr blieb er in acht Spielen punkt- und straflos. Parallel lief er in zwölf Spielen mit einer Förderlizenz für den TSV Erding in der drittklassigen Eishockey-Oberliga auf. In der Saison 2012/13 kam der Linksschütze erneut für Augsburger in der DEL sowie Erding in der Oberliga zum Einsatz.

## Erfolge und Auszeichnungen
- 2013 Deutscher Nationalspieler U20
- 2012 Deutscher Nationalspieler U19
- 2011 Deutscher Nationalspieler U18
- 2011 DNL-Meister mit dem EV Landshut

## DEL-Statistik
(Stand: Ende der Saison 2013/14)